# Chiesa di Santa Maria Maggiore (Cerveteri)
La chiesa di Santa Maria Maggiore è il principale complesso ecclesiastico di Cerveteri e frazioni, in provincia di Roma. Sede arcipresbiteriale, comprende una chiesa vecchia e una chiesa nuova, collegate tra loro, e ha quattro chiese succursali. In passato fu anche cattedrale della sede suburbicaria di Porto e Santa Rufina e della diocesi di Cerveteri.

## Storia

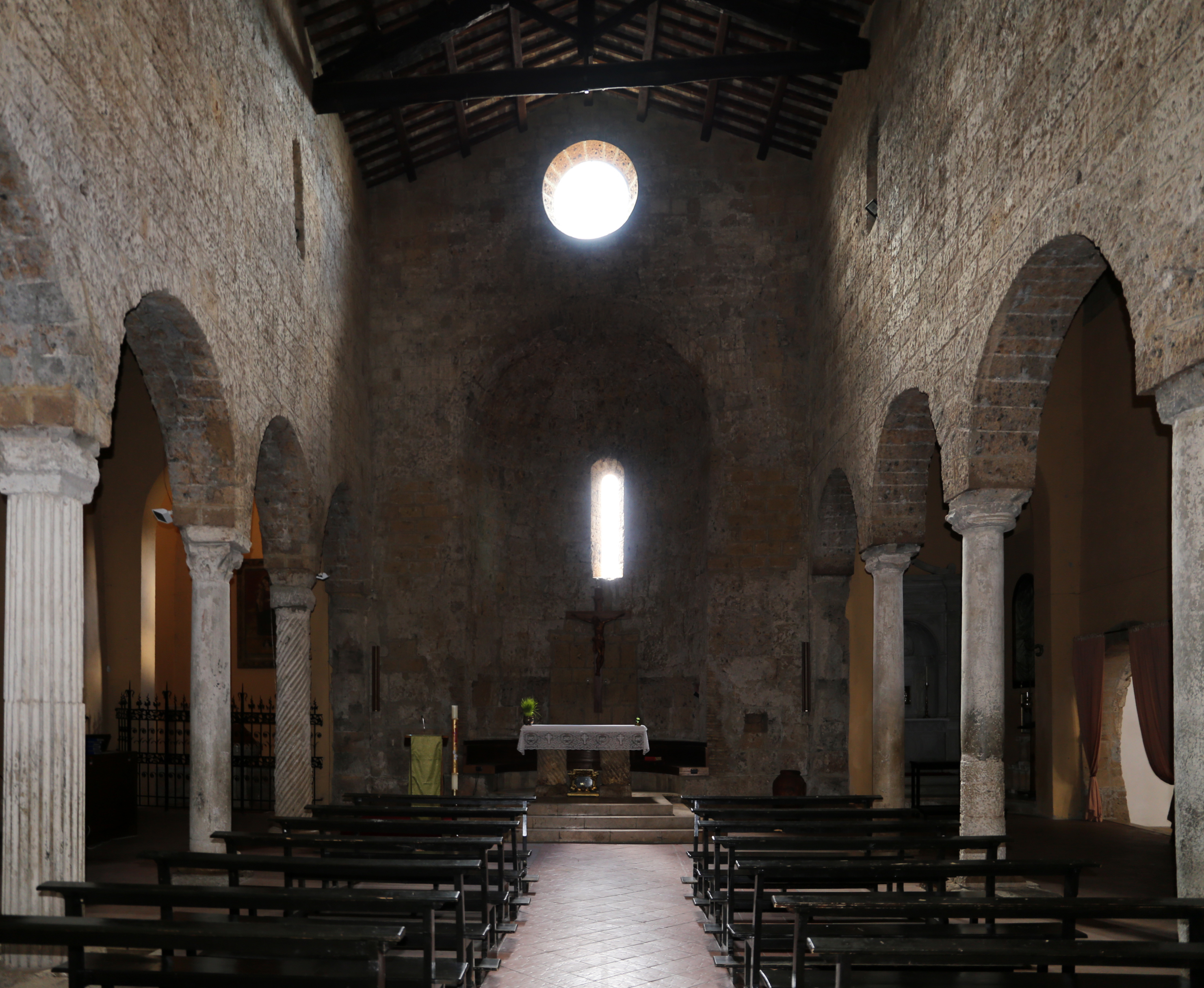
L'interno della chiesa antica

La chiesa più antica fu costruita intorno all'anno 1000, poiché secondo il primo Liber Censuum della chiesa romana, fatto compilare da Onorio III, si apprende che il dominio della chiesa sul territorio cerite era vigente dal 1192; tali informazioni non sono però certe, poiché l'archivio parrocchiale è andato perduto, perciò non abbiamo oggi informazioni certe sul periodo precedente il 1492, anno in cui la chiesa venne restaurata in alcuni punti. A un primo esame la chiesa sembrerebbe un antico luogo di culto pagano che venne trasformato nel III secolo dai primi fedeli di Cerveteri, tra i quali si registrano i santi martiri Massimo e Seconda.
Fino al 1029 Cerveteri divenne sede episcopale, della quale si conoscono i nomi di otto vescovi.
Nel 1503 Cerveteri venne coinvolta nella guerra tra Alessandro VI e gli Orsini e venne messa in stato d'assedio da Cesare Borgia. L'intero borgo subì numerosi danni, come si può vedere nella torre dei Borgia, ed è proprio per questo che venne impreziosita la chiesa, realizzando anche l'affresco su tela della Madonna del Rosario di Antoniazzo Romano. Sempre dello stesso periodo è l'affresco staccato della Pietà proveniente dalla chiesa di San Martino ed eseguito da Perin del Vaga.
Intorno al 1700 vengono eseguiti lavori di restauro e di ammodernamento: è in quest'epoca infatti che la chiesa da romanica diventa barocca: vengono commissionati affreschi nell'abside, vengono restaurate le 5 cappelle, viene commissionato anche l'organo d'argento smantellato negli anni sessanta, oltre che il rifacimento del tetto e restauro del matroneo. I lavori vengono commissionati dalla famiglia Ruspoli, che appongono lo stemma sul tetto.
Già nell'Ottocento la chiesa versa in cattivo stato e vengono eseguiti dei restauri; nel 1959, con la costruzione della chiesa nuova, viene riportata allo stile romanico primitivo e viene smantellato tutto ciò di aggiunto nel XIX secolo, compresi l'organo funzionante e la balconata.
Nel 2008, in occasione del restauro della chiesa, al di sotto dell'altare maggiore sono stati ritrovati i resti mortali di santa Felicita martire, insieme ad altre reliquie. Dopo aver ripulito e risistemato i resti in una cassettina di zinco, sono stati posti al sotto dell'altare maggiore, all'interno di un reliquiario.

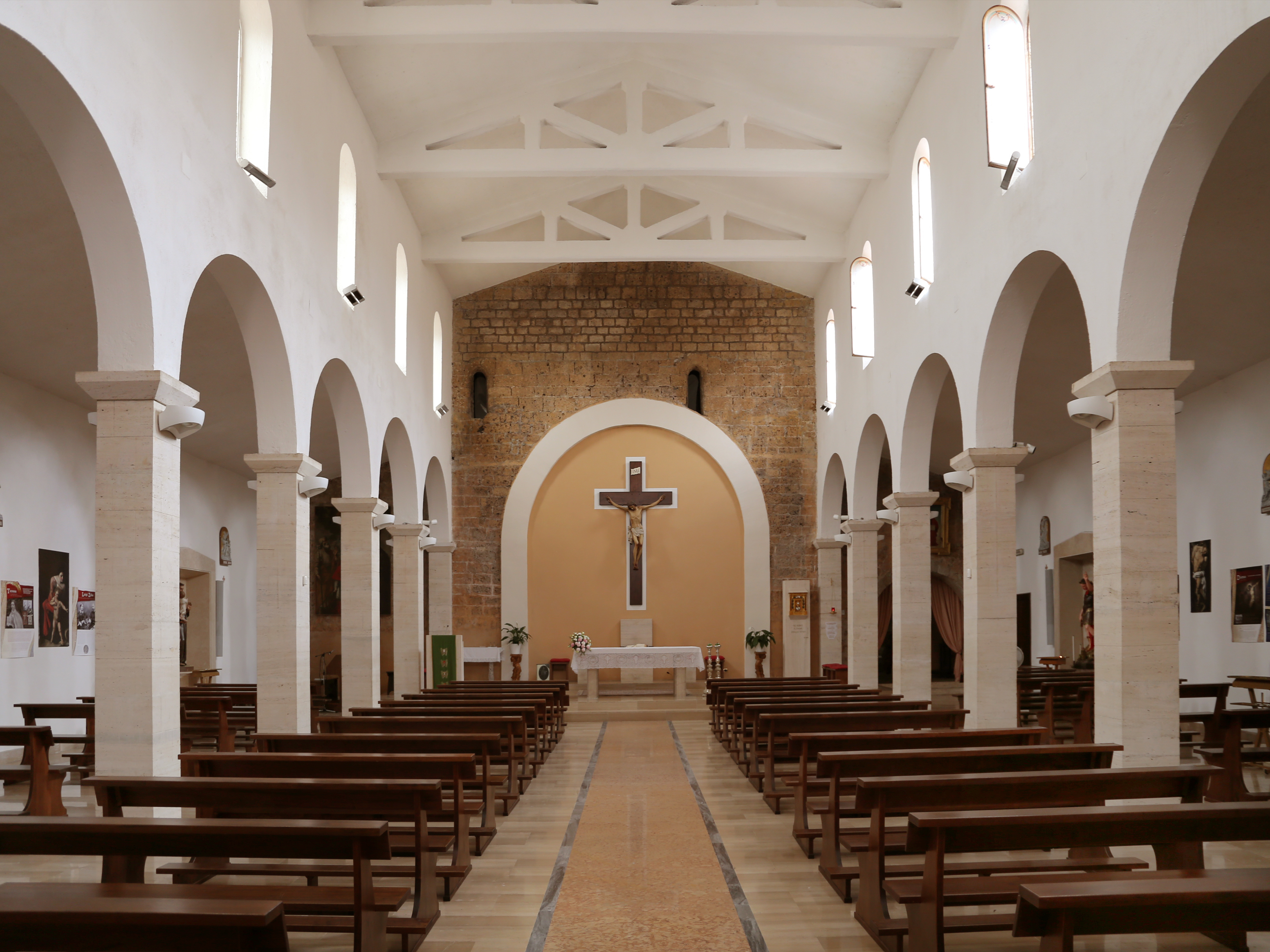
L'interno della chiesa nuova

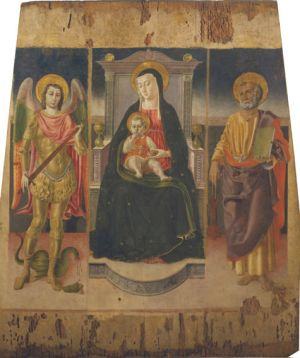
La tavola di Lorenzo da Viterbo

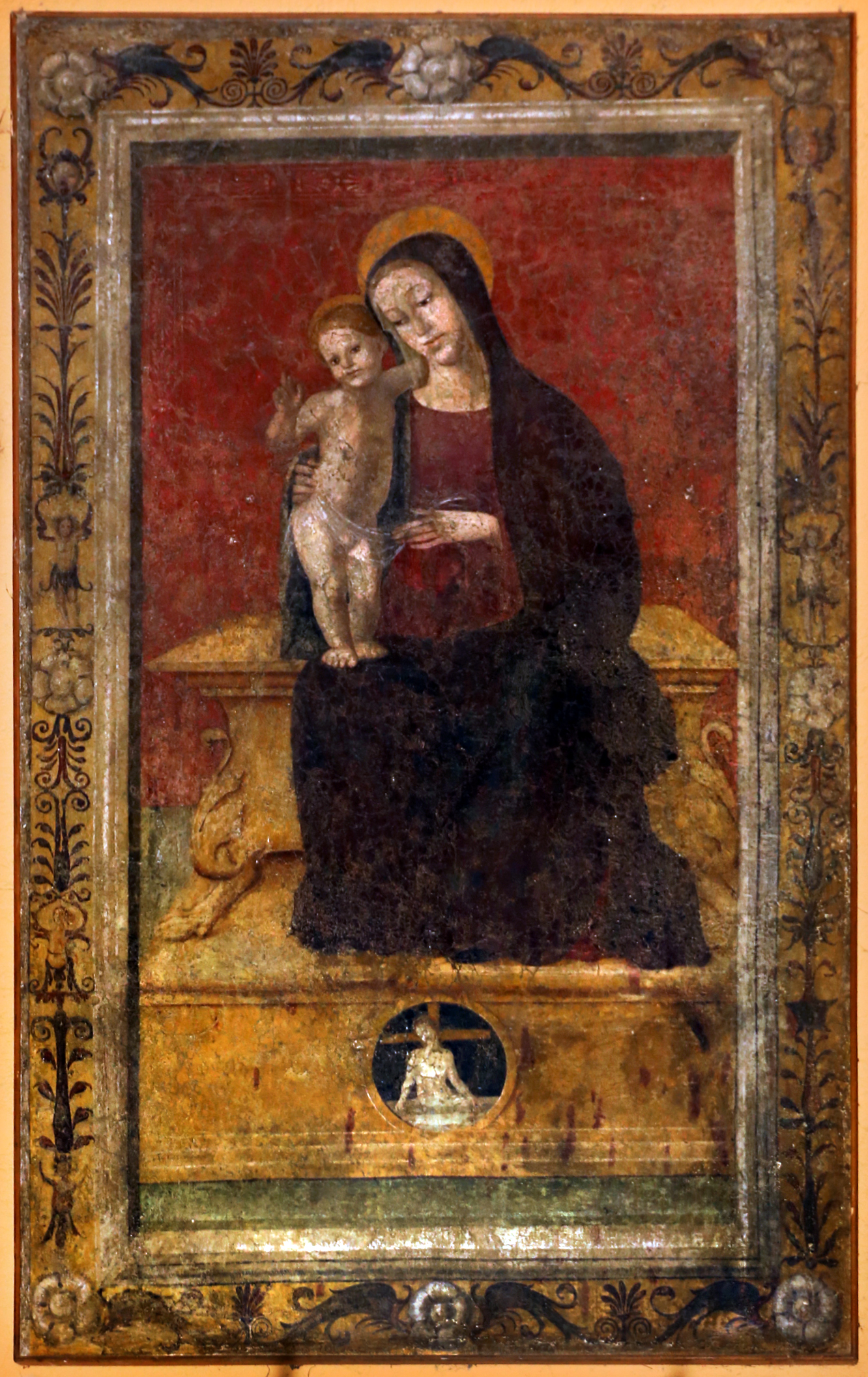
La Madonna del Rosario, detta anche Santa Maria Maggiore della scuola di Antoniazzo Romano

## Descrizione

### Chiesa antica
La chiesa antica conserva l'interno in stile romanico, mentre la facciata è stata a diverse riprese rimaneggiata e vi si appoggiò un arco di collegamento con palazzo Ruspoli per volere del cardinale Acciupidi nel 1760. In tal modo la chiesa diventò una vera e propria cappella palatina.
Presentava un complesso in stile barocco con 5 altari, tre alla fine delle navate, uno a metà della navata sinistra, di Santa Maria del Rosario ed uno a metà della navata destra dedicato alla Madonna della Pietà. Degli altari oggi sono rimaste solo le tele (escluso l'altare del Santissimo Sacramento, proveniente dalla demolita chiesa di San Martino.
Oggi è in stile romanico, grazie ai restauri del 1958 ed è suddivisa in tre navate, coperte da capriate in legno, per mezzo di cinque colonne di reimpiego, con fusti tutti diversi tra loro. Le tre navate sono accessibili da tre portali nella facciata e terminano ciascuna con un'abside: quella della navata centrale ospita l'altar maggiore, quelle delle navate laterali a sinistra la cappella del fonte battesimale, già dedicata al Sacro Cuore e a san Carlo Borromeo, e a destra la cappella del Santissimo Sacramento; le due cappelle presentavano in origine delle porte aperte sul retrostante giardino adibito a cimitero che furono murate con la costruzione della chiesa nuova.
All'inizio della navata sinistra si conservano alcune tracce dell'originaria pavimentazione cosmatesca. Secondo la tradizione vi si conservano le spoglie della venerabile Rosa Calabresi.

### Opere d'arte
All'interno di questa chiesa si conservano delle opere d'arte di interesse storico.
- L'affresco su tela di Santa Maria del Rosario, attribuito alla scuola di Antoniazzo Romano.
- L'affresco staccato della Madonna della Pietà, attribuito alla cerchia di Perin del Vaga, che si trovava nella vecchia chiesa di san Martino.
- La tela raffigurante san Carlo Borromeo.
- Un dipinto d'ignoto raffigurante il Salvatore.

A queste opere d'arte dovrebbe aggiungersi la tavola, di Lorenzo da Viterbo, della Madonna col Bambino tra i santi Michele e Pietro, che si trovava fino al 1952 al di sopra dell'altare maggiore e che in seguito ad un riconoscimento da parte del famoso critico d'arte Federico Zeri a seguito di un restauro è ora esposto nella Galleria nazionale di arte antica a Palazzo Barberini, anche se sono in corso trattative per la riacquisizione del dipinto. È curioso notare la presenza di un affresco dello stesso autore, forse una prova per quest'opera, presente nella chiesa di Sant'Antonio Abate, che si differenzia di alcuni dettagli.
Nel 2014 è stata inoltre regalato alla chiesa un quadro riproducente Santa Giacinta Marescotti mentre converte il bandito Francesco Pacini, riproduzione di un quadro esistente a Vignanello donato dal principe Francesco Maria Sforza Ruspoli, suo discendente.
Il quadro, riprodotto da D. Corvi, è stato benedetto durante la Santa Messa di domenica 28 settembre 2014, in una celebrazione in cui erano presenti anche i "Sacconi", ovvero i membri della confraternita di santa Giacinta.

### Chiesa nuova

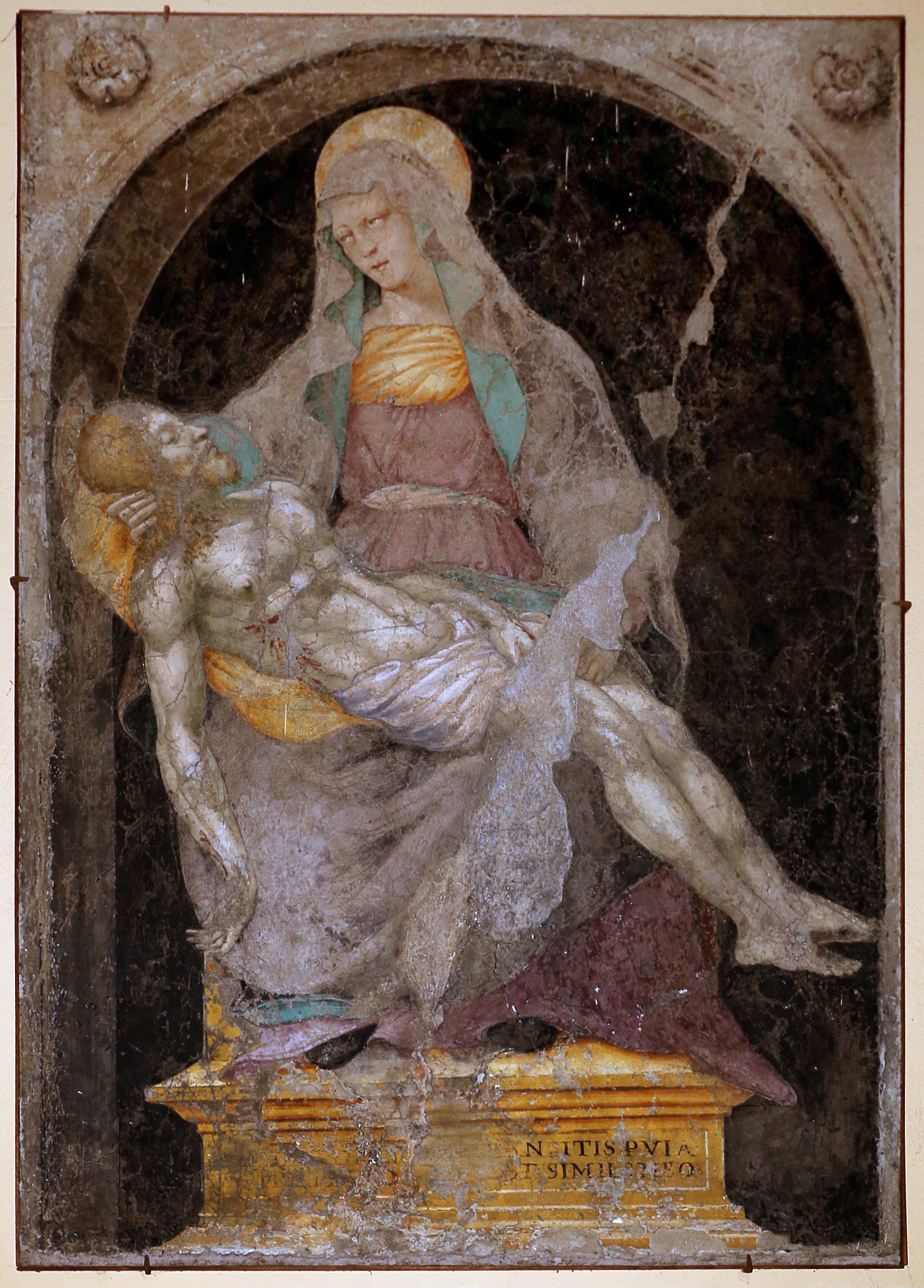
La Madonna della Pietà della cerchia di Perin del Vaga

Nel 1959 la chiesa più antica venne ampliata con l'aggiunta di un edificio che vi si innesta per mezzo di un arco trionfale, aperto nella sua navata destra. L'arco fu aperto nel luogo in cui sorgeva la cappella dell'Addolorata, sepoltura della venerabile Rosa Calabresi. A seguito di restauri l'arco è stato chiuso per permettere nella chiesa antica di costruire un altare per ospitare la tela di Lorenzo da Viterbo (che ancora deve essere restituita). Nel luogo in cui sorgeva l'arco ora vi sono le sedi ed un grande crocifisso ligneo.
La facciata è in stile neoromanico a salienti e presenta un rosone. L'interno è illuminato da quattordici finestre monofore (sette per lato), oltre al rosone.
All'interno è anch'essa suddivisa in tre navate coperte con tetto a capriate, per mezzo di cinque colonne. Le pareti sono dipinte di bianco (fino al 2009 di giallo) senza decorazioni, e sulle pareti delle navate laterali si addossano 3 nicchie (per navata) con statue di santi. Fino al 2007 sorgeva una quarta porta che dava su un lato della piazza; oggi è tamponata da una nicchia all'interno, mentre rimane all'esterno. È stato proposto di utilizzarla come porta santa per il Giubileo straordinario della misericordia.

### Campanile
Il campanile, precedente alla chiesa, presenta una struttura quadrata ed è diviso per mezzo di cornici in piani, con una bifora per lato. L'ultimo piano, che ospita le campane, fu aggiunto in seguito e presenta due grandi monofore a nord e a sud, mentre a est presenta una piccola monofora rettangolare. A est e a ovest se si guarda bene si vedono 2 archi come i 2 esistenti a nord e a sud tamponati lasciando a est la piccola finestra rettangolare e a ovest nulla.
Le campane attualmente sono tre (anticamente erano 2; la piccola e il campanone):
- una piccola a destra
- una media a sinistra
- il campanone, dedicato a Santa Maria, al centro.

Le campane sono tutte elettrificate a slancio, ma solo la grande e la media sono dotate anche di elettromartelli esterni. A ogni ora suona a rintocchi con un martello esterno quella più grande, mentre suona due rintocchi la mezzana ogni mezz'ora.
Per la santa messa suona il plenum a slancio tutti i giorni (i feriali mezz'ora prima, mentre i festivi un'ora e mezz'ora prima), mentre suona la piccola a distesa per l'ultimo richiamo della messa (i cosiddetti "tocchetti", cinque minuti prima).